# Мирово (Софийска област)
Вижте пояснителната страница за други населени места с името Мирово.
Мирово е село в Западна България - то е разположено на 50 км югоизточно от София, в Община Ихтиман, Софийска област.

## География
Село Мирово се намира в планински район. Обслужва се от железопътна гара Немирово.

## Забележителности
Връх Еледжик („Бенковски“), висок 1186 м., е в списъка на защитените местности в България. Той е сред главните въстанически пунктове на българите по време на Априлското въстание през 1876 г. Той приютява въстаниците от селата Мухово, Лесичево, Церово, Калугерово и др. и се превръща в укрепен лагер. На 25 април Хвърковатата чета на Георги Бенковски се отправя към въстаническия лагер на Еледжик, където Бенковски дава наставления и вдъхва сила на въстаниците, след което потегля на път, но се връща отново на 28 април. На 30 април 1876 г. следобед Военният съвет на Еледжик решава Бенковски с неговата чета да отиде на помощ на Панагюрище. Отбраната на Еледжик завършва трагично на 1 май 1876 г.: лагерът на Еледжик е превзет и опожарен, бранителите му са подложени на сеч, малка част от тях успяват да се спасят.
Крепостта Траянови врата (наричана още Щипон или Капията) отстои на ок. км югоизточно по автомагистрала „Тракия“. Битката при Траянови врата на 17 август 986 г. е най-голямото поражение, което византийският император Василий II (Българоубиец) претърпява в походите си за покоряване на България.
Царево падало (Падалото) е свидетел на много борби и битки.
Калето – крепост от 3 страни непристъпна, а от 4-тата с големи здрави порти.
Шиндар – местност с вековни букови гори с хижи. Там можете да се насладите на чист въздух и тишина. Подходящо място за излети и отмора
Хабер Абар чукара – голяма и заравнена поляна близо до връх Еледжик, от която са давали военни сигнали.
Минковият валог – стръмна поляна, на която загива Минко войвода през турското владичество.